# Pseudovermis chinensis
Pseudovermis chinensis is een slakkensoort uit de familie van de Pseudovermidae. De wetenschappelijke naam van de soort werd voor het eerst geldig gepubliceerd in 1991 door Hughes.